# Public Affairs
Der Begriff Public Affairs (PA) bzw. Politikkontaktarbeit bezeichnet die strategische, kommunikative Einflussnahme auf politische Entscheidungsprozesse durch Organisationen an der Schnittstelle zwischen Politik, Wirtschaft und Gesellschaft. Verwandte Disziplinen sind Government Relations und Lobbyismus. Die Berufsbezeichnung Public Affairs Manager wird häufig als Euphemismus für Tätigkeiten im Bereich des Lobbyismus verwendet.

## Begriffsdefinition
Public Affairs (PA) bezeichnet das strategische Management von Entscheidungsprozessen an der Schnittstelle zwischen Politik, Wirtschaft und Gesellschaft. PA wird von verschiedenen Organisationen ausgeübt wie Unternehmen und Verbänden, aber auch als Dienstleistung von PR-Firmen und bedient sich dementsprechend auch hieran angelehnter Techniken. Im Unterschied dazu beschreibt Government Relations (GR) jenen Teil von Lobbyismus, der sich auf die direkte Beeinflussung des Gesetzgebungsprozesses in unmittelbarem (rechtlichem) Dialog mit dem Gesetzgeber abspielt. GR wird zumeist von Anwälten und Lobbyingfirmen praktiziert. Die unter den Begriffen der PA und GR subsumierten Aufgabenfelder werden zudem traditionell von Verbänden wahrgenommen.
PA beschreibt jenen Ausschnitt der professionellen Kommunikation von Organisationen (z. B. Unternehmen, Verbänden und NGOs), der die Beziehung zu Gruppen in Politik und Bürokratie und zu gesellschaftlichen Einflussgruppen analysiert und planvoll durchführt. PA organisiert die externen Beziehungen einer Organisation, vor allem zu Regierungen, Parlamenten, Behörden, Gemeinden sowie Verbänden und Institutionen – und zur Gesellschaft selbst. PA bedeutet Interessenvertretung im politischen Kontext. Sie bedient sich dabei sowohl der Methoden klassischer Public Relations (Presse- und Medienarbeit, Issues Management etc.) als auch spezifischer Instrumente wie Kommunikation mit und Beratung von relevanten Entscheidungsträgern, direkt oder über Meinungsbildner und Medien, politisches Monitoring, CSR (Corporate Social Responsibility) etc.
Eine allgemein akzeptierte Definition von PA gibt es bisher nicht. Bei dem Ausdruck handelt es sich um einen in den USA geprägten, international gebräuchlichen Fachbegriff. Das Ziel der PA ist es, Unternehmen bzw. Organisationen aktiv und nachhaltig in gesellschaftliche und politische Prozesse zu involvieren. Es geht darum, in der Öffentlichkeit, der politischen und der medialen Arena Aufmerksamkeit und Akzeptanz für bestimmte Themen zu schaffen. Dabei können aktiv Themen gesetzt und gestaltet werden. Es geht aber auch um die Beobachtung von Themen und Akteuren sowie um die Analyse ihrer Entwicklung. So kann frühzeitig festgestellt werden, welche Krisen entstehen könnten und wie auf bestimmte Themen reagiert werden muss. PA wird entweder intern von Unternehmen, Verbänden, Nichtregierungsorganisationen (NGO), Gewerkschaften etc. betrieben oder extern von spezialisierten Dienstleistern (PR-Agenturen, Lobbyingfirmen etc.) angeboten.

### Public Affairs und Public Relations
In der Literatur gibt es viele Versuche, die beiden Begriffe PA und PR inhaltlich voneinander abzugrenzen. Dabei kommen Praxis und Wissenschaft überein, dass PR die Beziehung mit Öffentlichkeiten pflegt und entwickelt, die für die entsprechende Organisation von Bedeutung sind. PA ist jener Teilbereich der Kommunikation, der sich an Politik und Öffentlichkeit richtet, um die Politik zu beeinflussen. Aber es gibt auch jene Sichtweise, die beiden Disziplinen unverbunden nebeneinander stehend betrachtet. PA fokussiert die spezielle Öffentlichkeit von Regierung, Verwaltung und Behörden und Interessensgruppen.

### Public Affairs und Lobbyismus
Public Affairs und Lobbying, Lobbyarbeit oder Lobbyismus werden gelegentlich als Synonyme betrachtet. Barbara Olfe-Kräutlein konstatiert in ihrer Dissertation über Public Affairs in Berliner DAX-Konzernen, dass das negative Bild des Lobbying dazu beigetragen habe, dass der „saubere“ Begriff Public Affairs in der deutschen Politik- und Kommunikationsszene zusehends populärer wurde. Olaf Hoffjann weist auf Ähnlichkeiten zwischen Public Affairs und Lobbyismus hinsichtlich der Ausübung von Macht durch Androhung von Sanktionen hin. Häufig wird statt Lobbyismus auch der Euphemismus „Politikberatung“ verwendet; der Begriff hat jedoch eine andere Bedeutung.

## Public Affairs als Dienstleistung
Neben der Arbeit durch Unternehmen selbst umfasst PA professionelle Dienstleistungen von Agenturen und Beratungsunternehmen, die Organisationen beraten, um ihre Beziehung zum politischen Feld zu organisieren. Ein sich teilweise überschneidender Bereich ist die Politikberatung. PA ist in Deutschland als Dienstleistungsangebot von Agenturen eine noch junge und aufstrebende Disziplin, die 1999 einen starken Entwicklungsschub mit dem Regierungsumzug von Bonn nach Berlin erhielt. Seitdem wird PA zunehmend als Dienstleistung nicht nur von Verbänden, sondern auch von Agenturen und externen Beratern betrieben. Den Mittelpunkt der deutschen PA-Branche bildet das Berliner Regierungsviertel, wo sich ein Großteil der auf PA spezialisierten Akteure angesiedelt hat.

## Geschichte

### USA
Der Begriff PA bedeutet übersetzt „öffentliche Angelegenheiten“. Er stammt aus den USA, wo 1954 auf Veranlassung des amerikanischen Präsidenten Eisenhower in Washington, D.C. das Public Affairs Council (PAC) als Gegenorganisation zu den Gewerkschaften gegründet wurde. Da Unternehmensentscheidungen direkt und indirekt von der Politik und den durch diese gesetzten Rahmenbedingungen beeinflusst werden, galt es als Ziel der PA, die politischen Aktivitäten der Unternehmen zu aktivieren. Gemeint ist damit die bewusste Mitgestaltung, Lenkung und Entwicklung der politischen Steuerungsprozesse, die ein Unternehmen und damit auch seinen wirtschaftlichen Erfolg gefährden könnten. Dazu zählen Gesetze, Verordnungen, Genehmigungen und Auflagen auf sämtlichen politischen Ebenen. Daher werden PA auch oftmals als Government Relations oder Community Relations bezeichnet. Zunächst handelte es sich bei den Akteuren überwiegend um Juristen aus gehobenen Unternehmenspositionen, die einen nicht-offiziellen Kontakt zu politischen Akteuren pflegten, der hauptsächlich aus dem Zuspielen von Informationen bestand. Diese Arbeit war in erster Linie reaktiv, da die Unternehmen politische Entscheidungen erst abwarteten, um sie dann anzunehmen oder Einspruch gegen sie zu erheben.
In den sechziger Jahren gründeten sich während der Regierungszeit Eisenhowers einflussreiche Gewerkschaften. Unternehmen sahen sich infolgedessen gezwungen, ihre Beziehungen zur Regierung besser zu pflegen. Sie nutzten dafür das Public Affairs Council und ließen dort ihre Manager gezielt in politischem Sachwissen weiterbilden. Dem Public Affairs Council gehören heute über 500 der größten US-amerikanischen Unternehmen an. Mit der Zeit verlagerte sich der Fokus dieser Organisation auf das Vertreten der Unternehmensinteressen gegenüber der Lobby der Konsumenten- und Umweltschützer. Dabei sah die Organisation ihre Aufgabe in der Schulung von Managern, insbesondere bezüglich der Effizienzverbesserung ihres politischen Engagements. Damit widmete sich das Council vorrangig der Ausbildung in Sachen PA anstelle der Einflussnahme auf die Politik.
In den 1970er Jahren verzeichnete der amerikanische PA-Sektor ein enormes Wachstum, was zu einer Verdopplung der Mitgliederzahlen des Public Affairs Councils führte. Die PR-Stäbe der Unternehmen wuchsen schnell und die Zahl der sog. PA-Professionals verdreifachte sich sogar. Aufgrund zunehmender politischer Markteingriffe erkannten immer mehr Unternehmen die Bedeutung des Managements politischer Prozesse. Eskalierende Auseinandersetzungen mit Gewerkschaften, NGOs, Politikern und Regulierungsbehörden sorgten zusätzlich für einen Bedarf an externer Beratung, der durch die sich gerade entwickelnden Beratungsagenturen der Political Consultants gewährleistet wurde. Unternehmen und Verbände hatten aus ihren Auseinandersetzungen mit dem linksradikalen Empowerment und Community Organizing gelernt und bewegten sich aus der Defensive in die Offensive.
In den 1980er Jahren brach der amerikanische Public-Affairs-Sektor aufgrund der Rezession, zahlreichen Unternehmenszusammenschlüssen und dem damit verbundenen abnehmenden Engagement im PA-Sektor zusammen. Stattdessen konzentrierten sich die meisten Unternehmen vorrangig auf ihr kommerzielles Umfeld. Die Phase des Corporate Activism hatte sich erschöpft.
Erst ab den 1990er Jahren erlangte PA wieder einen höheren Stellenwert. Gekoppelt mit einer Rückverlagerung politischer Macht auf die Einzelstaaten und Kommunen, reaktivierte die Rezession und ein polarisierender Streit um Wirtschaftspolitik, Gesundheitssystem und die grundlegende Reform des Wohlfahrtsstaates den PA Sektor. Die amerikanischen Unternehmen sahen aufgrund der Auswirkungen national-politischer Entscheidungen auf ihre internationale Konkurrenzfähigkeit wieder die Notwendigkeit von PA als nicht-kommerzieller und externer Kommunikationsarbeit. Treibende Kraft dieser Entwicklung waren vor allem die Tabakindustrie sowie Chemie- und Pharmazie-Unternehmen, welche durch das von der Lobby der Konsumenten- und Umweltschützer forcierte Umwelt- und Gesundheitsbewusstsein der Öffentlichkeit zunehmend unter Druck geraten waren.

### Deutschland
In Deutschland ist PA eine noch relativ junge Disziplin. Der Begriff taucht vermehrt seit dem Regierungsumzug von Bonn nach Berlin auf und verbreitet sich seitdem stetig. In den 1980er Jahren kam es in Deutschland unter dem Druck von Umweltverbänden und durch eine Zunahme des umweltpolitischen Diskurses verstärkt zu Wirtschaftsregulierungen. Viele Unternehmen sahen sich daraufhin veranlasst, in einen Dialog mit der Politik zu treten, um diese Regulierungen zu verhindern oder zumindest ihre wirtschaftlichen Folgen abzumildern. Dieser Diskurs wurde zumeist von Interessenverbänden geführt, was den Begriff Verbändestaat (Korporatismus) prägte.
Parallel zum Regierungsumzug von Bonn nach Berlin im Jahr 1999 zeichnete sich ein Wandel im Verständnis der politischen Kommunikation ab. Während sich in der Bonner Republik vorrangig die Verbände um die Vertretung der Unternehmensinteressen im politischen Feld bemühten, wird dieser Aufgabenbereich in Berlin ergänzend auch durch Unternehmensrepräsentanzen, Lobbyingfirmen, PA-Agenturen, Rechtsanwaltskanzleien und freien Beratern wahrgenommen.
Während Verbände das Gesamtinteresse ihrer Mitglieder repräsentieren, vertreten Berater gezielt Individualinteressen ihrer Auftraggeber. Beim Projektlobbying geht es um die Vertretung meist kommerzieller Interessen einzelner Akteure, welches im Rahmen von Verbänden naturgemäß nicht getätigt werden kann, bedeutete es doch die privilegierte Behandlung eines Mitglieds gegenüber anderen. Andererseits ermangeln PA-Agenturen meist der langfristigen Verwurzelung im jeweiligen Interessenspektrum. Hier sind Verbände konkurrenzlos und auch als Quelle für PA-Agenturen unabdingbar. Auch die Funktion der Interessenaggregation, etwa in Form abgestimmter Branchenpositionen und -expertisen, ist eine Domäne der Verbände.
Aufgabe von PA-Beratern, Unternehmensrepräsentanten und Verbänden ist es, die kommunikative Kluft zwischen Politik und Wirtschaft zu überbrücken sowie die Anliegen der Auftraggeber bzw. Mitglieder in den politischen Prozess einzubringen. So kommt es vermehrt zur Beschäftigung von ehemaligen Spitzenpolitikern in PA-Agenturen und Unternehmen.
Unter den Anbietern von PA nach amerikanischem Vorbild finden sich zunehmend auch internationale Großkanzleien und Lobbyingfirmen, die meist mit Hilfe ehemaliger Politiker und spezialisierter Anwälte ausländische Unternehmen an den deutschen oder europäischen Markt heranführen oder deutschen Unternehmen in den politischen Gremien Gehör verschaffen.